# Adventswasser
Adventswasser ist ein Begriff aus der Binnenschifffahrt an Rhein und Main.

## Beschaffenheit
Nach Regenfällen im Spätherbst und erstem Schnee vor Weihnachten steigen die Pegel der Flüsse an, was zu Hochwasser führen kann. Verantwortlich dafür ist eine alljährlich wiederkehrende meteorologische Erscheinung, die in der zweiten Novemberhälfte am Rhein und seinen schiffbaren Nebenflüssen, wie dem Main und Neckar einen höheren Wasserstand durch vermehrte Regenwetterlagen bringt. Der zuvor meist sehr niedrige Wasserpegel erhöht sich dann etwa zum ersten Advent. Die Höhe des Adventswassers ist abhängig von der Intensität des Regens und der Trockenheit des Bodens nach dem Sommer. 2009 stieg der Pegel durch das Adventswasser an der Mündung des Mains in den Rhein von 1,51 m auf das Doppelte.
In der Geburtshilfe wird der Begriff von Hebammen für das Austreten des ersten Fruchtwassers verwendet.